# Rashid Al-Mugren
Rashid Al-Mugren (in arabo راشد المقرن‎?; 11 luglio 1977) è un calciatore saudita, di ruolo portiere.